# Trotocalpe albilunata
Trotocalpe albilunata är en fjärilsart som beskrevs av W. Warren 1907. Trotocalpe albilunata ingår i släktet Trotocalpe och familjen mätare. Inga underarter finns listade i Catalogue of Life.